# Goldene Bild der Frau
Die Goldene Bild der Frau (Eigenschreibweise: GOLDENE BILD der FRAU) ist ein seit 2006 verliehener Preis der Zeitschrift Bild der Frau des Springer-Verlags, der seit dem Verkauf an die Funke Mediengruppe zum 1. Mai 2014, von diesem weitergeführt wird. Es sollen mit dem Preis Frauen für ihr besonderes gesellschaftliches Engagement ausgezeichnet und gewürdigt werden.

## Preis
Der Preis wird einmal im Jahr durch die Redaktion an mehrere Frauen vergeben. Chefredakteurin Sandra Immoor, die 2006 begann, dem Jahr, in dem der Preis erfunden wurde, sagt dazu: „Wenn jemand ohne viel Aufhebens Großartiges leistet – dann ist das meistens eine Frau. Wenn jemand in der größten persönlichen Not noch für andere da ist – dann ist das meistens eine Frau. Und wenn jemand für seine Ideale, für Menschlichkeit und Gerechtigkeit, Kopf und Kragen riskiert – dann ist das meistens auch eine Frau. Mit Orden behängt und bejubelt werden aber fast immer nur – die Männer. Das wollen wir ändern. (…) Wir werden die Frauen ehren, die unsere Welt jeden Tag ein bisschen besser machen.“ Jede Preisträgerin erhält 10.000 Euro zweckgebunden für ihr Projekt sowie eine goldfarbene Figurine.
Der Preis wird im Rahmen einer Gala verliehen. Sie wird seit 2006 von Kai Pflaume moderiert. Von 2006 bis 2013 fand sie in Berlin statt, seit 2014 in Hamburg. 2013 wurden im Vorfeld der Preisverleihung  die ausgezeichneten Frauen von der Fotografin Gabriele Oestreich-Trivellini fotografiert und Plakate mit ihren Porträts bundesweit plakatiert. Die Gala wurde einmalig im Fernsehen von der ARD übertragen.

## Preisträgerinnen
Bis 2022 gab es 86 Preisträgerinnen und einen männlichen Preisträger des Redaktionspreises.
Unter den Preisträgerinnen jeden Jahrgangs wird per Telefon- und Online-Voting durch die Leser die „Leserpreisträgerin“ bestimmt. Diese zusätzliche Auszeichnung ist mit weiteren 30.000 Euro dotiert. Die Abstimmung läuft von der Bekanntgabe der Preisträgerinnen bis einen Tag vor der Verleihung. Von 2007 bis 2013 wurde der „Leserpreis“ von Ursula von der Leyen überreicht. 2014 übernahm Auma Obama, die Schwester des damaligen US-Präsidenten Barack Obama, diese Aufgabe. 2016 wurde der Leserpreis von Manuela Schwesig überreicht, 2017 übergab ihn Katarina Barley. 2018 übergab ihn erstmals Familienministerin Franziska Giffey.
Ein Sonder- und Ehrenpreis wurde 2016 an die damals 98-jährige Christel Heibutzki, die sich viermal pro Woche im Altenheim engagiert, vergeben. Altenpflegerin Sylke Hoß erhielt 2017 den „Sonderpreis Zivilcourage“. Sie hatte Missstände im Pflegeheim ihres früheren Arbeitgebers aufgedeckt. Sie saß bei der Verleihung im Publikum und wurde von einem Bewohner ihres aktuellen Arbeitgebers mit dem Preis überrascht. 2018 wurde der Sonderpreis erstmals an einen Mann verliehen. Herbert Pinnecke trainiert Frauen, die an Brustkrebs erkrankt sind, im Drachenboot-Fahren.
Redaktionspreis
| Name                              | Verein                                                                         | Jahr |
| Annette Rexrodt von Fircks        | Rexrodt von Fircks Stiftung                                                    | 2006 |
| Barbara Hirt                      | kidsgo Verlag                                                                  | 2006 |
| Eva Brinkmann to Broxten          | Frankfurter Stiftung maecenia                                                  | 2006 |
| Petra Moske                       | nestwärme e.V. Deutschland                                                     | 2006 |
| Seyran Ateş                       | Anwältin für Frauenrechte                                                      | 2006 |
| Annemarie Dose (verstorben)       | Hamburger Tafel e.V.                                                           | 2007 |
| Helga Breuninger                  | Helga Breuninger Stiftung                                                      | 2007 |
| Jacqueline Boy                    | Kinderschutzengel e.V.                                                         | 2007 |
| Stella Deetjen                    | Back to Life e.V.                                                              | 2007 |
| Tanja Regmann                     | Project Blue Sea e.V.                                                          | 2007 |
| Aylin Selçuk                      | DeuKische Generation e.V.                                                      | 2008 |
| Brigitte Maas                     | Goldrausch e.V.                                                                | 2008 |
| Rose Volz-Schmidt                 | Wellcome                                                                       | 2008 |
| Sabriye Tenberken                 | Blindenzentrum Tibet e.V.                                                      | 2008 |
| Tatjana Kreidler                  | Vita e.V. Assistenzhunde                                                       | 2008 |
| Antje Schmidt-Kloth               | Mentor e.V.                                                                    | 2010 |
| Iris Alberts                      | Laborbeaglehilfe e.V.                                                          | 2010 |
| Johanna Richter                   | Agbe e.V.                                                                      | 2010 |
| Marion Hammerl                    | Living Lakes                                                                   | 2010 |
| Ute Nerge                         | Kinder-Hospiz Sternenbrücke                                                    | 2010 |
| Alexandra Grunow                  | Mantrailer und Rettungshunde e.V.                                              | 2011 |
| Claudia Kotter (verstorben)       | Junge Helden e.V.                                                              | 2011 |
| Dagmar Hirche                     | Wege aus der Einsamkeit e.V.                                                   | 2011 |
| Gaby Schäfer                      | sunshine4kids e.V.                                                             | 2011 |
| Harriet Bruce-Annan               | African Angel e.V.                                                             | 2011 |
| Anja Bittner (geb. Kersten)       | Was hab’ ich? gemeinnützige GmbH                                               | 2012 |
| Katja de Bragança                 | Redaktion Ohrenkuss                                                            | 2012 |
| Salome Saremi-Strogusch           | Fabian Salars Erbe – für Toleranz & Zivilcourage e.V.                          | 2012 |
| Vanessa Velte                     | Schenke eine Ziege e.V.                                                        | 2012 |
| Wera Röttgering                   | Herzenswünsche e.V.                                                            | 2012 |
| Angela Jacobi                     | Dr. Michael und Angela Jacobi-Stiftung                                         | 2013 |
| Beate Alefeld-Gerges              | Trauerland e.V.                                                                | 2013 |
| Christina Hartmann und Katja Mahn | Traglinge e.V.                                                                 | 2013 |
| Ellen Schweizer                   | Anderes Sehen e.V.                                                             | 2013 |
| Ümmühan Ciftci                    | InteGREATer                                                                    | 2013 |
| Anna Vikky                        | 2aid.org e. V.                                                                 | 2014 |
| Christine Wichert                 | Wahlverwandtschaften e.V.                                                      | 2014 |
| Eva-Maria Weigert                 | Freudentanz Caritas Asyl G4 Liga                                               | 2014 |
| Manuela Maurer                    | Hundebande e.V.                                                                | 2014 |
| Marianne Kay                      | Infinitas Kay Stiftung                                                         | 2014 |
| Patricia Carl                     | BKMF e.V.                                                                      | 2014 |
| Cäcilia Riederer                  | DeJou                                                                          | 2015 |
| Christine Bronner                 | Ambulantes Kinderhospiz München – AKM                                          | 2015 |
| Nathalie Schaller                 | Glimpse e.V.                                                                   | 2015 |
| Patricia Renz                     | Musica Altona e.V.                                                             | 2015 |
| Petra Mannfeld                    | Treffpunkt Altes Pfarrhaus                                                     | 2015 |
| Stefanie Jeske                    | Subvenio e.V.                                                                  | 2015 |
| Gloria Boateng                    | SchlauFox e.V.                                                                 | 2016 |
| Petra Jenal                       | Ehrensache e.V.                                                                | 2016 |
| Esther Ridder                     | Raise a Smile e.V.                                                             | 2016 |
| Jennifer Timrott                  | Küste gegen Plastik e.V.                                                       | 2016 |
| Katharina Zech                    | AIAS München e.V.                                                              | 2016 |
| Christel Heibutzki                | Ehrenpreis                                                                     | 2016 |
| Anja Gehlken                      | SCHAKI e. V.                                                                   | 2017 |
| Sylke Hoß                         | Sonderpreis Zivilcourage                                                       | 2017 |
| Barbara Stäcker                   | Nana – Recover your smile e. V.                                                | 2017 |
| Bettina Landgrafe                 | Madamfo Ghana e. V.                                                            | 2017 |
| Julia Cissewski                   | Orang-Utans in Not e. V.                                                       | 2017 |
| Ninon Demuth                      | Über den Tellerrand e. V.                                                      | 2017 |
| Diana Doko                        | Freunde fürs Leben e.V.                                                        | 2018 |
| Nicole John & Nadja Benndorf      | Kinderklinikkonzerte e.V.                                                      | 2018 |
| Lydia Staltner                    | LichtBlick Seniorenhilfe e.V.                                                  | 2018 |
| Sandra Mertzokat                  | ELFMETERstiftung                                                               | 2018 |
| Tanja Hock                        | Mobile Hilfe Madagaskar e.V.                                                   | 2018 |
| Herbert Pinnecke                  | Sonderpreis Pink Dragonistas                                                   | 2018 |
| Andrea Voß                        | Wir können Helden sein! e.V.                                                   | 2019 |
| Corinna Hölzer                    | Deutschland summt!                                                             | 2019 |
| Jacqueline Flory                  | Zeltschule e.V.                                                                | 2019 |
| Ines Helke                        | HandsUp                                                                        | 2019 |
| Isabel Peter                      | Stiftung Valentina                                                             | 2019 |
| Leonie Deimann                    | Project Wings                                                                  | 2021 |
| Carina Raddatz                    | Obstkäppchen e.V.                                                              | 2021 |
| Judith Grümmer                    | Familienhörbuch gGmbH                                                          | 2021 |
| Annie Wojczewski                  | Dewi Saraswati Hamburg e.V.                                                    | 2021 |
| Kristina Flohr und Daniela Hinz   | Barber Angels Brotherhood e.V.                                                 | 2021 |
| Kerstin Held                      | Bundesverband behinderter Pflegekinder e.V.                                    | 2022 |
| Katharina Bach                    | Lern-Fair e.V.                                                                 | 2022 |
| Marga Flader                      | Afghanistan-Schulen – Verein zur Unterstützung von Schulen in Afghanistan e.V. | 2022 |
| Shahrzad Enderle                  | Bike Bridge e.V.                                                               | 2022 |
| Günes Seyfahrt                    | Community Kitchen                                                              | 2022 |
| Jasmin Thamer                     | Geschenke gegen Kindertränen e.V.                                              | 2022 |
| Andrea Krull                      | Gynäkologische Krebserkrankungen Deutschland e.V                               | 2023 |
| Karin Lange                       | einsmehr e.V.                                                                  | 2023 |
| Nina Fuchs                        | Kein Opfer e.V.                                                                | 2023 |
| Philippa Mund                     | Sprung ins Leben e.V.                                                          | 2023 |
| Cordula Radtke                    | 1. FFC Elbinsel Hamburg-Wilhelmsburg                                           | 2023 |

Leserpreisträgerinnen
| Name                       | Verein                                      | Jahr |
| Annette Rexrodt von Fircks | Rexrodt von Fircks Stiftung                 | 2006 |
| Jacqueline Boy             | Kinderschutzengel e.V.                      | 2007 |
| Sabriye Tenberken          | Blindenzentrum Tibet e.V.                   | 2008 |
| Ute Nerge                  | Kinder-Hospiz Sternenbrücke                 | 2010 |
| Harriet Bruce-Annan        | African Angel e.V.                          | 2011 |
| Vanessa Velte              | Schenke eine Ziege e.V.                     | 2012 |
| Beate Alefeld-Gerges       | Trauerland e.V.                             | 2013 |
| Patricia Carl              | BKMF e.V.                                   | 2014 |
| Nathalie Schaller          | Glimpse e.V.                                | 2015 |
| Petra Jenal                | Ehrensache e.V.                             | 2016 |
| Julia Cissewski            | Orang-Utans in Not e. V.                    | 2017 |
| Tanja Hock                 | Mobile Hilfe Madagaskar e.V.                | 2018 |
| Jacqueline Flory           | Zeltschule e.V.                             | 2019 |
| Nina Lindtner              | Grüne Bande                                 | 2021 |
| Kerstin Held               | Bundesverband behinderter Pflegekinder e.V. | 2022 |
| Anja van Eijsden           | Der Hafen hilft! e.V.                       | 2023 |